# Michela Marzano
Michela Marzano (nascuda el 20 d'agost de 1970 a Roma), és una filòsofa italiana contemporània, formada a la Universitat de Pisa amb Remo Bodei. Va arribar a França l'any 1999 i l'any següent s'integrà com a investigadora al CNRS francès, dins el CERSES (Centre de Recherche Sens, Éthique, Société), a la Universitat Paris V. L'any 2008, la revista Le Nouvel Observateur, va considerar-la un dels cinquanta intel·lectuals més importants de França (dels quals només set eren dones).
Treballa en l'àmbit de l'ètica aplicada i la filosofia política i a França és considerada una de les renovadores de l'antropologia filosòfica actual. Ha publicat una gran quantitat de llibres sobre filosofia moral i política i especialment sobre el tema del cos i l'ésser humà en tant que carnal. L'anàlisi de la fragilitat de la condició humana representa, segons ella, el punt d'inici de la reflexió filosòfica.
Per a Marzano, el cos és el mirall de la fragilitat humana, el lloc on es troben dues menes de violència: la física i la simbòlica. La primera fa referència a la materialitat de la condició humana, al fet de ser cos, pura carnalitat, mentre que la segona remet a una realitat psíquica capaç de pensar el cos. La deshumanització consisteix a negar aquest segon aspecte, a negar la raó i reduir l'altre a pura fisicitat. Bloc de Eugènia Cros